# Jüdische Gemeinde Mühringen

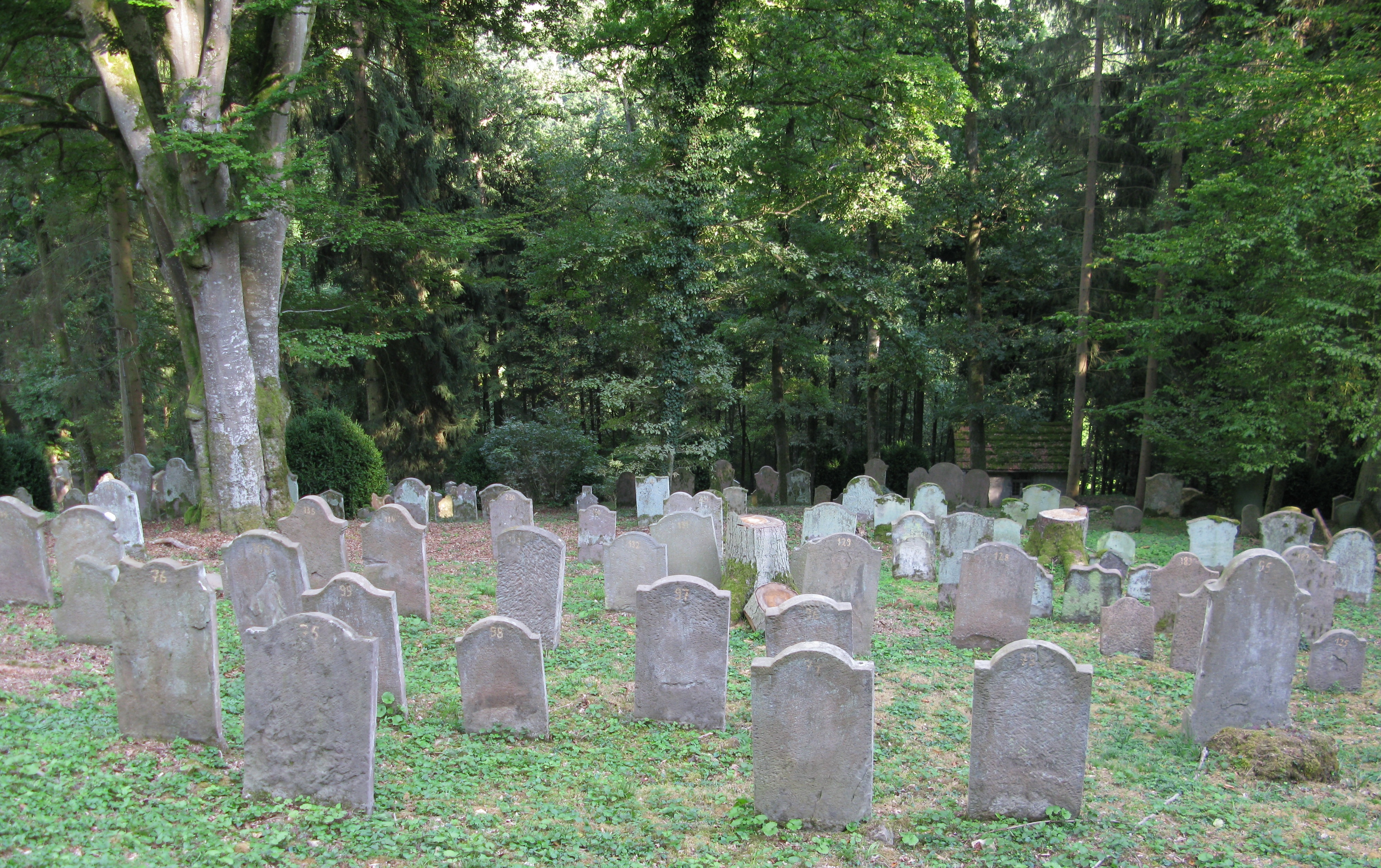
Jüdischer Friedhof Mühringen (Kulturdenkmal)

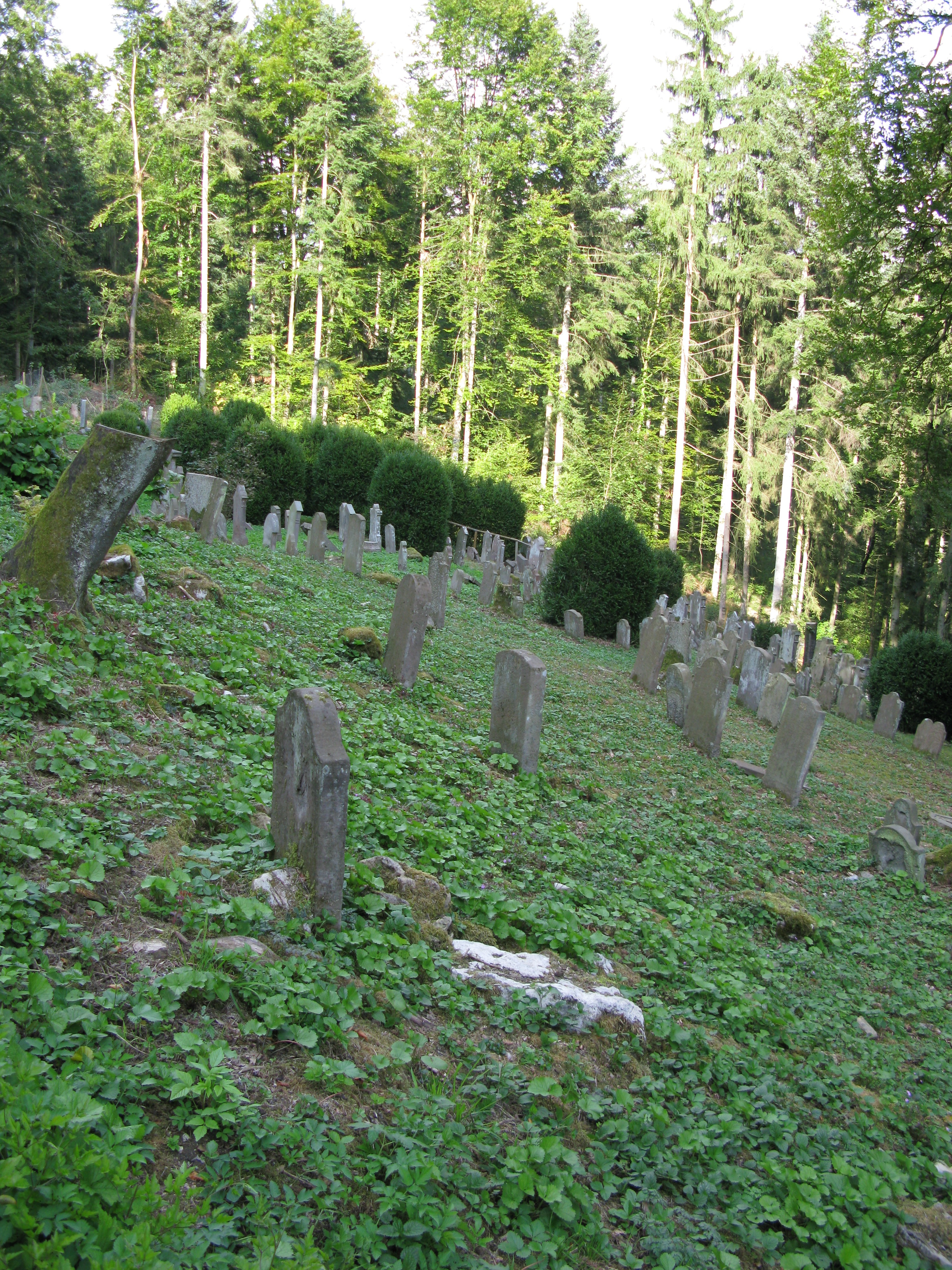
Jüdischer Friedhof Mühringen (Kulturdenkmal)

Eine Jüdische Gemeinde in Mühringen, einem Stadtteil von Horb am Neckar im Landkreis Freudenstadt im nördlichen Baden-Württemberg, bestand bereits im 16. Jahrhundert. Sie existierte bis 1939.

## Geschichte
Die jüdische Gemeinde Mühringen zählte 1722 19 Familien mit 47 Personen. Im Jahr 1744 war sie auf 50 Familien angewachsen. Im 18. Jahrhundert erlangte der Ort als Sitz des Bezirksrabbinats Mühringen größere Bedeutung. Hier wirkten unter anderem die Rabbiner Nathanael Weil und David Dispecker. Die jüdische Gemeinde hatte eine Synagoge und einen eigenen Friedhof. 
Die jüdischen Familien lebten vor allem vom Handel mit Vieh und Landesprodukten. Durch Aus- und Abwanderung ging seit Mitte des 19. Jahrhunderts die Zahl der Gemeindemitglieder schnell zurück. Als Folge wurde das Bezirksrabbinat Mühringen 1914 nach Horb verlegt.

## Nationalsozialistische Verfolgung
Im Jahr 1933 lebten noch 45 jüdische Personen in Mühringen.
Das Gedenkbuch des Bundesarchivs verzeichnet 33 in Mühringen geborene jüdische Bürger, die dem Völkermord des nationalsozialistischen Regimes zum Opfer fielen.

## Gemeindeentwicklung
| Jahr | Gemeindemitglieder |
| ---- | ------------------ |
| 1722 | 47 Personen        |
| 1744 | 50 Familien        |
| 1846 | 512 Personen       |
| 1933 | 45 Personen        |